# Marisa Matias
Marisa Isabel dos Santos Matias (ur. 20 lutego 1976 w Coimbrze) – portugalska socjolog i polityk, deputowana do Parlamentu Europejskiego VII, VIII i IX kadencji, posłanka do Zgromadzenia Republiki.

## Życiorys
W 1998 uzyskała licencjat z dziedziny socjologii na wydziale ekonomicznym Uniwersytetu w Coimbrze, a pięć lat później obroniła magisterium na temat Wspólnoty narodowe wobec procesów globalizacji na tej uczelni. W 2004 została doktorantką w centrum studiów społecznych na macierzystej uczelni w Coimbrze, gdzie zajęła się m.in. prawami człowieka, ochroną środowiska oraz zdrowiem publicznym. Brała udział w akcji przeciwko budowie spalarni śmieci w Souselas. Stanęła na czele stowarzyszenia Pró-Urbe.
W 2005 startowała z listy Bloku Lewicy w wyborach do rady miasta w Coimbrze. Cztery lata później w wyborach europejskich uzyskała mandat posłanki do Parlamentu Europejskiego z drugiego miejsca listy BE. W PE VII kadencji przystąpiła do Komisji Przemysłu, Badań Naukowych i Energii oraz do frakcji Zjednoczonej Lewicy Europejskiej i Nordyckiej Zielonej Lewicy. W 2014 i 2019 z powodzeniem ubiegała się o europarlamentarną reelekcję.
W 2016 wystartowała w wyborach prezydenckich jako kandydatka Bloku Lewicy. W głosowaniu z 24 stycznia 2016 zajęła 3. miejsce wśród 10 kandydatów, otrzymując około 10% głosów. O urząd prezydenta ubiegała się również w kolejnych wyborach z 24 stycznia 2021. Poparło ją wówczas 4% głosujących (5. miejsce wśród 7 kandydatów).
W 2024 została natomiast wybrana do Zgromadzenia Republiki XVI kadencji.